# Rejon ust-koksiński
Rejon ust-koksiński (ros. Усть-Коксинский район, ałt. Кöк-Суу аймак) – jeden z 10 rejonów w Republice Ałtaju. Stolicą rejonu jest Ust´-Koksa.
100% populacji to ludność wiejska, ponieważ w rejonie nie ma żadnego miasta.
Dużą część rejonu zajmuje Katuński Rezerwat Biosfery.